# Лель (абрикос)
Абрикос 'Лель' — универсальный сорт, раннего срока созревания.
Включён с 2004 года в Государственный реестр селекционных достижений Российской Федерации по Центральному региону.

## Биологическое описание
Дерево средних размеров, высотой до 3 м, с компактной кроной. Однолетние побеги слабо ветвистые. Отличается умеренным, сдержанным ростом. Осенью листья окрашиваются в разнообразные оттенки красного цвета. Цветки среднего размера, около 3 см в диаметре.
Листья яйцевидные, короткозаострённые, тёмно-зелёные, гладкие, блестящие, с городчатым краем.
Плоды массой около 20 г, округлые, немного сплюснутые с боков, кожица оранжевого цвета без румянца, почти не опушённая, плоды красивые, очень блестящие. Мякоть плотная, нежная, оранжевая. Плоды сорта 'Лель' самые вкусные, сочетание кислоты и сахара в них гармоничное, дегустационная оценка 5 баллов. Химический состав: сухих веществ 16,0—16,8 %, сахаров 8,6—9,0 %, титруемых кислот 2,7—2,8 %. Содержание калия 417 мг/100 г. Косточка отделяется отлично. Косточка, как и у сорта 'Алёша', довольно крупная (в среднем 10—12 %), что является единственным недостатком этого сорта.
Созревание плодов раннее, но немного позже 'Алёши' и 'Айсберга'. Урожайность, в основном, средняя, изредка высокая, но никогда не бывает чрезмерной (около 40 ц/га). Плоды пригодны для употребления в свежем виде, варенье и компоты из них высокого качества. Лёжкость сорта хорошая.
Зимостойкость и морозостойкость хорошая. Плодоношение на всех типах побегов. В плодоношение привитые растения вступают на 3—4 год после прививки. Устойчивость к клястероспориозу средняя, тлёй повреждается до 1 %.

## В культуре
В средней полосе России абрикос рекомендуется высаживать на хорошо освещённых (особенно в утренние часы) участках сада. Желательно с южной стороны от зданий или заборов, что улучшит их освещённость и обогрев, к тому же такие постройки защитят растения от холодных северных ветров. Деревья нуждаются в глубокодренируемой (хорошо пропускающей на большую глубину воду и воздух) почве, с глубоким залеганием (не менее 4-5 м) грунтовых вод. К тому же почва должна быть плодородной. Деревца высаживают по схеме 6×4 м (6 м оставляют между рядами и 4 — в ряду).
В средней полосе России абрикосовые деревья сильно страдают от подопревания коры основания штамба (у земли), поэтому надо покупать саженцы на штамбообразователях, то есть чтобы абрикос был привит (на высоте 1,2—1,5 м) в ствол высокозимостойких деревьев сливы следующих сортов: 'Евразия 43', 'Тульская Чёрная', 'Скороспелка Красная', '10-3-68' и других местных сортов и дичков.
Сорт 'Лель' показал лучшую приживаемость как раз на подвоях сливового происхождения.
В лето с тёплой, солнечной, умеренно ветреной погодой абрикосы в средней полосе почти поражаются болезнями и вредителями значительно меньше, чем наши традиционные косточковые культуры — вишня и слива. В холодную, пасмурную, маловетреную погоду абрикосовые деревья страдают в основном от монилиоза и клястероспориоза. Гибель цветочных почек весной во время цветения, часто случающаяся в южных регионах, в Московской области почти не наблюдается, за двадцатилетний период такие случаи отмечены только в отдельных районах с неблагоприятным климатом.
Общие принципы обрезки абрикосовых деревьев такие же, как и всех плодовых: они должны иметь малогабаритную крону высотой и шириной 3-4 м; ветви с углами отхождения (угол между стволом и основанием ветви) меньше 45—50° вырезают на кольцо; ветви переплетающиеся, идущие внутрь кроны, близко расположенные друг к другу вырезают на кольцо или укорачивают. Чтобы абрикосовые деревья зимой не подмерзали, рекомендуется летняя формировка сильных (более 50 см) побегов. В начале августа верхнюю часть (1/3 длины) ещё не одревесневшего мощного побега сгибают (в сторону лучшего освещения) в кольцо или полукольцо (если побег трудно сгибается) и подвязывают проволочкой или шпагатом, которые снимают весной следующего года. С раннего возраста поздней осенью и в начале весны белят штамбы и основные скелетные ветви деревца, добавляя в побелку медный купорос. Раны и морозобоины на стволе в конце апреля — в мае зачищают до живой ткани и замазывают садовым варом или кузбаслаком.
Для более эффективного опыления желательно иметь на участке не менее двух саженцев, а ещё лучше — три-четыре. При беспересадочном выращивании и правильном уходе деревья могут зацвести и на третий-четвёртый год. Цветки появляются до распускания листьев, лепестки у них белые, бело-розовые или розовые, а чашечки — темно-розовые. Они источают приятный медовый аромат. Из древесных красивоцветущих пород в одно время с ним цветут миндаль низкий, рододендрон даурский, форзиция.